# Zatoka Suszczewskiego
Zatoka Suszczewskiego (ang. Suszczewski Cove) – zatoka na Wyspie Króla Jerzego, stanowi część południowo-zachodniego wybrzeża Zatoki Admiralicji między Przylądkiem Rakusy a Przylądkiem Llano. Do Zatoki Suszczewskiego schodzi Lodowiec Ekologii i wpływa Potok Petrela. Nazwę zatoki nadała polska ekspedycja naukowa na cześć prof. Stanisława Rakusa-Suszczewskiego, założyciela położonej kilkaset metrów na północ Polskiej Stacji Antarktycznej im. H. Arctowskiego.  